# Інфанта Крістіна, герцогиня Пальма-де-Майоркська
Донья Крістіна Фредеріка Вікторія Антонія де ла Сантісіма Тринідад, інфанта Іспанська (ісп. Su Alteza Real Doña Cristina Federica Victoria Antonia de la Santísima Trinidad, Infanta de España; нар. 13 червня 1965, Мадрид, Іспанія) — друга дочка та дитина короля Іспанії Хуана Карлоса І та королеви Софії Грецької, інфанта Іспанії, колишня герцогиня Пальма-де-Майоркська. Посідає шосте місце у порядку спадкування іспанського престолу.

## Життєпис

### Ранні роки
Народилася 13 червня 1965 року у лікарні Nuestra Señora de Loreto у Мадриді.
Середню освіту здобула у школі Santa Maria del Camino в Мадриді. У 1984—1989 роках навчалася у Мадридському університеті на факультеті політичних наук та соціології. У 1990 році закінчила Нью-Йоркський університет та здобула ступінь магістра міжнародних відносин. До 1991 року стажувалася у Секретаріаті ЮНЕСКО в Парижі.
Володіє іспанською, каталонською, англійською, французькою та грецькою мовами.

### Спортивна діяльність
Інфанта Крістіна займається вітрильним та лижним спортом. У 1987 та 1988 роках брала участь у чемпіонатах Іспанії з вітрильного спорту. У 1988 році була членом іспанської олімпійської команди з вітрильного спорту в 470 класі яхт. У тому ж році була іспанським прапороносцем на відкритті XXIV Літніх Олімпійських ігор у Сеулі.

### Громадська діяльність
Інфанта Крістіна веде активну суспільну діяльність. Вона є представником іспанської королівської сім'ї на офіційних заходах як в Іспанії, так і за її межами. Інфанта очолює різні благодійні та культурні фонди. Зокрема, вона:
- Почесний голова Іспанської комісії
- Почесний голова Фонду інфанти Крістіни, створений для підтримки людей з інвалідністю
- Бере особисту участь у роботі курсів з навчання людей з інвалідністю вітрильному спорту
- У 2002 році була послом Іспанії на другій Всесвітній асамблеї ООН з питань старіння у Мадриді
- Президент Міжнародного фонду з питань догляду за людьми з інвалідністю
- Член опікунської ради Фонду Далі
- Директор Фонду Caixa в Барселоні

### Кримінальне переслідування
11 січня 2016 року інфанта Крістіна постала перед судом у справі про підозру у шахрайстві. Це був єдиний випадок, коли член іспанської королівської сім'ї поставав перед судом після відновлення монархічної влади у 1975 році. Інфанту звинувачували у співучасті у розкраданні грошей разом з її чоловіком та ще 16 іншими підсудними. Усі підозрювані свої звинуваченні відкидали. Інфанті загрожувало 8 років тюремного ув'язнення, якщо її визнають винною. Судовий процес відбувався на Майорці.
За пів року до суду, 12 червня 2015 року, король Іспанії Філіп VI та менший брат інфанти позбавив її титулу герцогині Пальма-де-Майоркської.
У лютому 2017 року інфанта була виправдана. Натомість її чоловіка Іньякі Урдангаріна засудили до шести років і трьох місяців позбавлення волі. У червні 2018 року Апеляційна палата Верховного Суду Іспанії скоротив цей термін до п'яти років та десяти місяців.

## Сім'я
Інфанта Крістіна одружилася з гравцем у гандбол Іньякі Урдангаріном 4 жовтня 1997 року у Барселоні. На честь цієї події король Хуан Карлос І надав їй титул герцогині Пальма-де-Майоркської. Подружжя мало четверо дітей:
- Хуан Валентин (нар. 29 вересня 1999 року)
- Пабло Ніколас Себастьян (нар. 6 грудня 2000 року)
- Мігель (нар. 30 квітня 2002 року)
- Ірен (нар. 5 червня 2005 року)

24 січня 2022 року Крістіна та Урдангарін оголосили про своє розлучення. Процес ініціювала інфанта у зв'язку з подружньою зрадою свого чоловіка.

## Титули
- 1965–1997: Її Королівська Високість Донья Крістіна де Бурбон і Греція, інфанта Іспанська
- 1997–2015: Її Королівська Високість Донья Крістіна де Бурбон і Греція, інфанта Іспанська, герцогиня Пальма-де-Майоркська
- 2015 — сьогодення: Її Королівська Високість Донья Крістіна де Бурбон і Греція, інфанта Іспанська

## Нагороди

### Іспанські нагороди
- Орден Карлоса III[11]
- Орден Ізабелли Католички[12]

### Нагороди інших країн
- Австрія: Почесний знак «За заслуги перед Австрійською Республікою»[13]
- Бельгія: Орден Леопольда I[14]
- Гватемала: Орден Кетцаля[15]
- Греція: Орден Пошани[16]
- Еквадор: Національний орден «За заслуги»[17]
- Ісландія: Орден Ісландського сокола
- Єгипет: Орден Чесноти
- Йорданія: Орден Зірки Йорданії[18]
- Люксембург: Орден Адольфа Нассау
- Мексика: Орден Ацтекського орла[19]
- Непал: Орден Тришакті Патта
- Нідерланди: Орден Оранських-Нассау[20]
- Норвегія: Орден Святого Олафа[21]

- Перу: Орден «Сонце Перу»[22]
- Португалія: Орден Христа та Орден інфанта Енріке
- Таїланд: Орден Білого слона[23]
- Швеція: Ювілейна медаль на честь 50-ліття короля Карла XVI Густава
- Японія: Орден Дорогоцінної корони[24]